# Andrej Kapralov
Andrej Nikolaevič Kapralov (in russo Андрей Николаевич Капралов?; Leningrado, 7 ottobre 1980) è un nuotatore russo.

## Carriera
Specializzato nello stile libero e nelle staffette, ha conquistato il titolo mondiale nella 4x100m stile libero nel 2003, specialità nella quale ha trionfato anche tre anni prima ai campionati europei.

## Palmarès
- Mondiali

Barcellona 2003: oro nella 4x100m sl.
Montreal 2005: argento nella 4x100m misti.
Melbourne 2007: bronzo nella 4x100m misti.
- Mondiali in vasca corta:

Atene 2000: bronzo nella 4x200m sl.
Mosca 2002: argento nella 4x200m sl e bronzo nella 4x100m sl.
- Europei

Istanbul 1999: bronzo nella 4x200m sl.
Helsinki 2000: oro nella 4x100m sl.
Madrid 2004: argento nei 200m sl, nella 4x100m sl e nella 4x200m sl.
Budapest 2006: oro nella 4x100m misti e argento nella 4x100m sl.
- Universiade

Daegu 2003: oro nei 200m sl, nella 4x200m sl e argento nella 4x100m sl.